# Совет Исламской революции

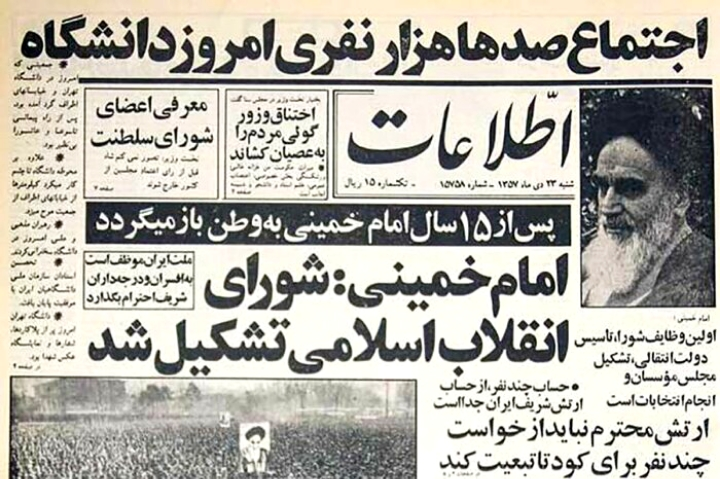

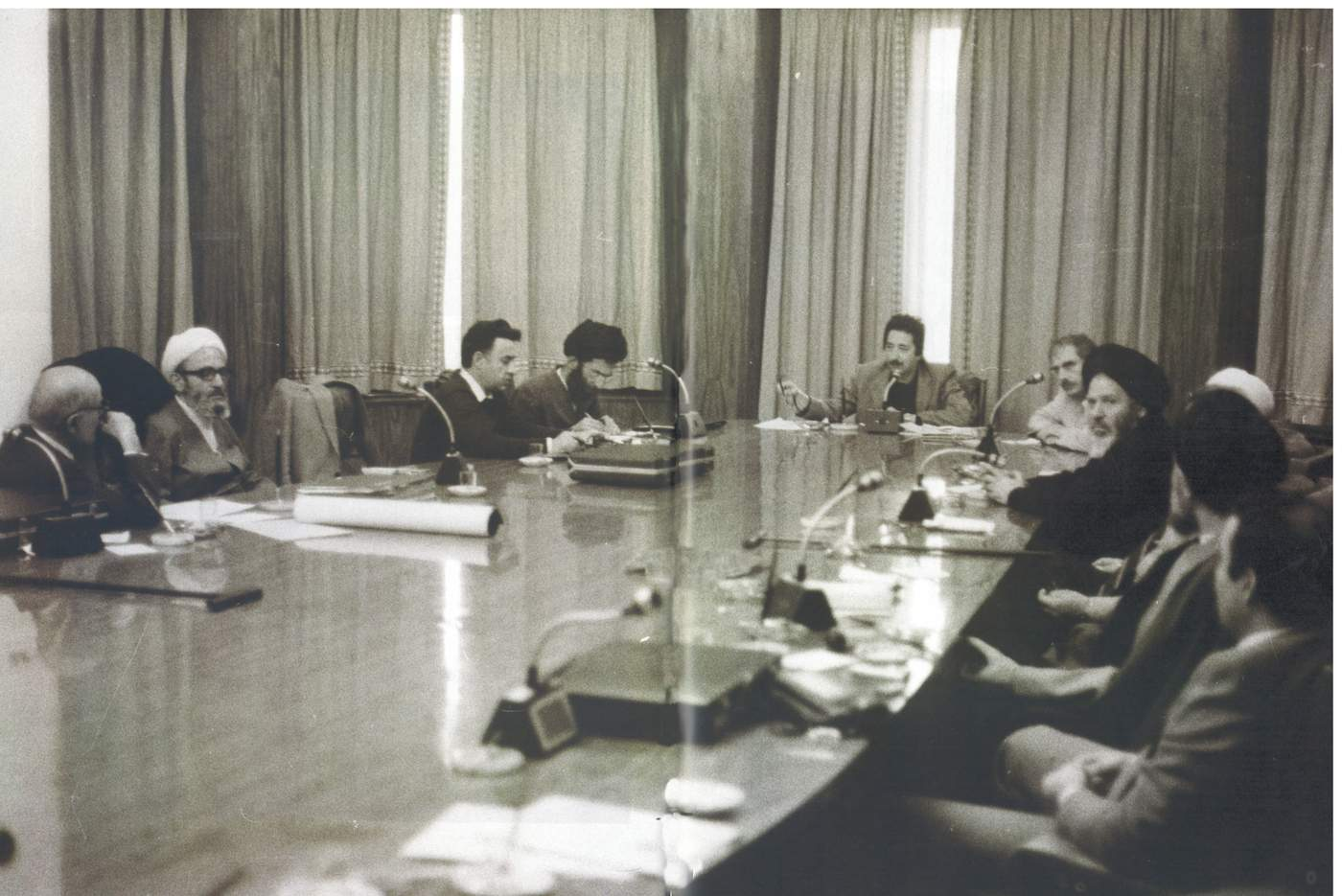

Совет исламской революции (перс. شورای انقلاب اسلامی ایران‎ Шура-йе Энгелаб-е Эслами-йе Иран) — секретное правительство Ирана, образованное 10 января 1979 года аятоллой Рухоллой Хомейни для управления Исламской революцией. Совет был создан незадолго до того, как имам Хомейни вернулся в Иран.

## История
Рухолла Хомейни так описал цель деятельности Совета: «В течение следующих нескольких месяцев Совет будет публиковать постановления и законы, касающиеся абсолютно всего в стране — от национализации банков до зарплаты медсестер».
Когда победа Исламской революции еще не была очевидна, существование Совета хранилось в секрете. Широкая общественность узнала о Совете Исламской революции только в начале 1980 года. Многие видные члены Совета, такие как Муртаза Мутаххари, Мохаммад Джавад Бахонар, Мохаммад Бехешти и Мохаммад-Вали Гарани были убиты боевиками-антиклерикалами ОМИН и Форкан.
Первым председателем Совета был Муртаза Мотаххари (до 1 мая 1979 года), вторым — Махмуд Талегани (до 9 сентября 1979 года), третьим — Мохаммад Бехешти (до 7 февраля 1980), четвёртым и последним — будущий президент ИРИ Абольхасан Банисадр (до 20 июля 1980 года). Совет Исламской революции был распущен 20 июля 1980 года.

## Работа
Совет состоял из семи религиозных деятелей — ближайших соратников имама Хомейни, семи светских лиц и двух представителей сил охраны правопорядка. Именно Совет Исламской революции выбрал Мехди Базаргана премьер-министром временного правительства Ирана, а имам Хомейни подписал это решение.
После того, как Базарган был назначен премьер-министром временного правительства, у него начались серьезные разногласия с аятоллой Рухоллой Хомейни. Весной 1979 года Базарган дважды подавал в отставку, однако Хомейни не принимал ее. В конце концов, Базарган ушел с поста премьер-министра 6 ноября 1979 года после захвата иранскими студентами здания посольства США.
Историки того времени описывали Совет Исламской революции как «параллельное правительство», которое разрабатывало законопроекты и принимало законы наряду с официальным временным правительством, многие члены которого пришли из Совета.
На Совет Исламской революции аятоллой Хомейни было возложено ведение всех государственных дел после отставки Базаргана и его кабинета вплоть до образования первого парламента 12 августа 1980 года.
Наиболее громкими делами Совета были создание в 1979 году революционных трибуналов, на которых планировалось судить врагов революции и впоследствии казнить их, национализация всех крупных компаний в стране, объявление ультиматума в апреле 1980 года всем левым группировкам в иранских университетах с требованием покинуть место учебы. После данного ультиматума множество представителей этих левых группировок были убиты или ранены.
У членов совета возникали различные разногласия относительно того, как надо управлять страной. Абольхасан Банисадр, Ибрагим Язди, аятолла Махмуд Талегани и Садек Готбзаде выступали за создание демократического правительства, в то время как аятолла Хомейни, Мохаммад Бехешти и другие духовники предлагали основать закон государства на шариате. В итоге в качестве основной модели управления была выбрана последняя — в том числе из-за убийства аятоллы Муртазы Мотаххари и смерти Махмуда Талегани.